# エスパーダ (潜水艦)

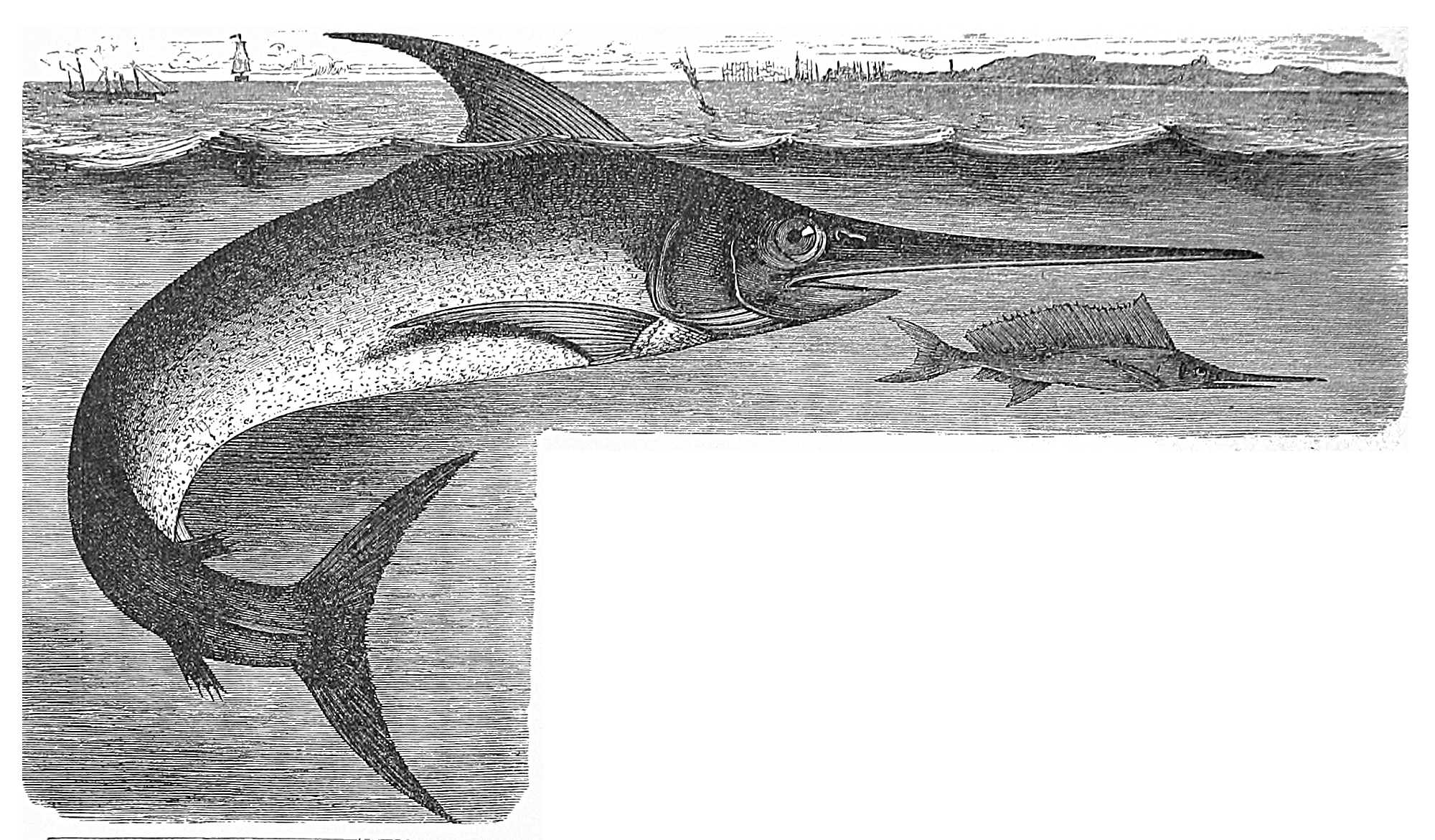
メカジキ（中南米通称Pez espada）

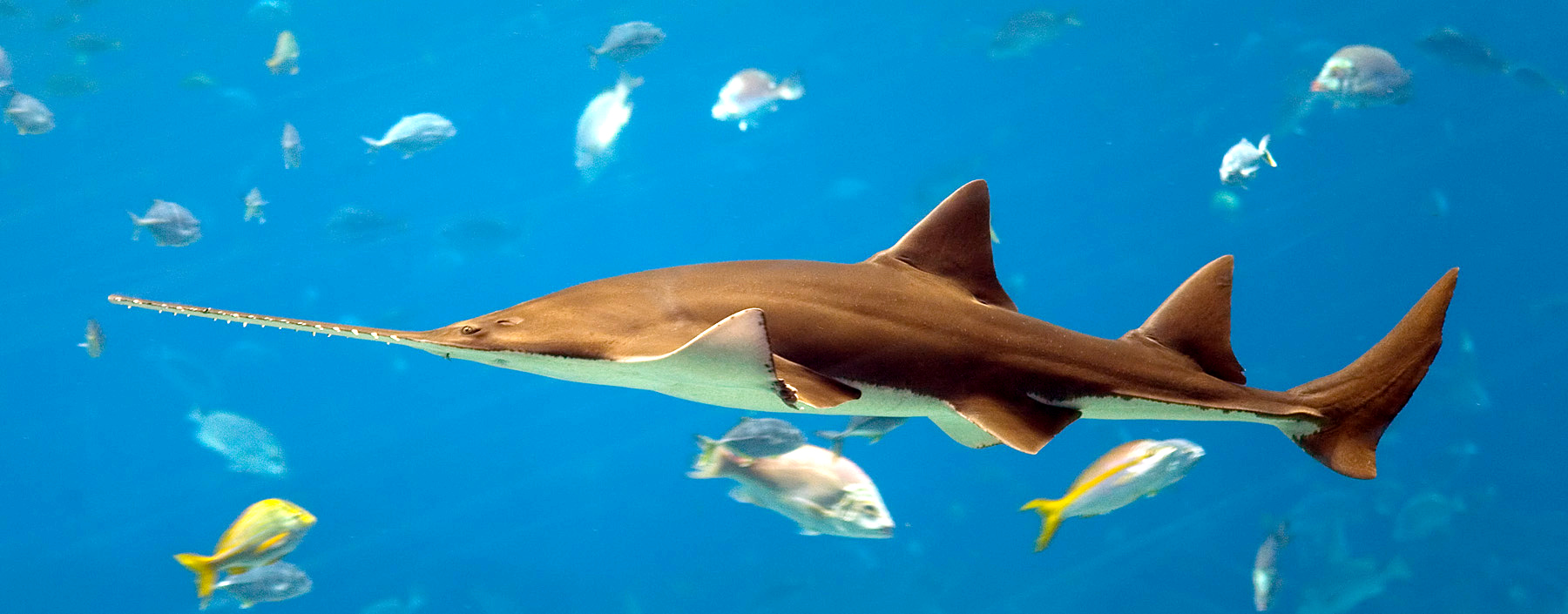
スモールトゥース・ソーフィッシュ（中南米通称Pez espada）

エスパーダ (USS Espada, SS-355) は、アメリカ海軍の潜水艦。バラオ級潜水艦の一隻。艦名はスペイン語で「剣」を意味し、長い吻を持つカジキやノコギリエイを指す。ブラジルなどポルトガル語圏ではタチウオ科、メキシコ国内ではプラティの原種となる各種ソードテールも指す。アメリカ公文書はメカジキを由来と見なしている。
エスパーダの建造は1944年10月23日に取り消された。